# جستجوی دوستی برای آخرالزمان
جستجوی یک دوست برای آخر دنیا (به انگلیسی: Seeking a Friend for the End of the World) فیلمی کمدی-درام به نویسندگی و کارگردانی لورین اسکافریا و محصول ۲۰۱۲ میلادی است.